# عمر بوطيب
عمر بوطيب هو لاعب كرة قدم مغربي يلعب حاليا مع نادي الرجاء البيضاوي ويلعب كظهير أيمن تمكن عمر من الصعود للفريق الأول بعدما لعب في فئة الأمل.

## الإنجازات
الرجاء الرياضي
- البطولة الوطنية المغربية : 2020
- كأس العرش : 2017
- كأس شمال أفريقيا للأندية البطلة : 2015
- كأس العرب للأندية الأبطال : 2020[8]
- كأس الكونفيدرالية الأفريقية (2) : 2018، 2021
- كأس السوبر الأفريقي : 2019

## روابط خارجية
- عمر بوطيب على موقع قاعدة بيانات كرة القدم.إي يو (الإنجليزية)